# Larga cola
La larga estela o larga cola (en el original en inglés The Long Tail) fue una expresión popularizada por Chris Anderson en un artículo de la revista Wired de octubre de 2004 para describir determinados tipos de negocios y modelos económicos tales como Amazon o Netflix. Anderson elaboró el concepto en su libro The Long Tail: Why the Future of Business Is Selling Less of More. El término larga cola se utiliza normalmente en estadística en relación con distribuciones de riqueza o con el uso del vocabulario.
La larga cola es un modelo de negocio que desmitifica modelos tradicionales en los que se enseñaba que los productos que se deben vender son los que tienen mayor rotación.

## La larga cola en estadística

La larga estela, en color amarillo, puede comprender un área incluso mayor que la de la primera parte de la función.

La larga cola es el nombre coloquial para una bien conocida característica de las distribuciones estadísticas (Zipf, Ley de potencias, distribuciones de Pareto y en general distribuciones de Lévy). La característica es también conocida como heavy tails, power-law tails, o las colas de Pareto. Estas distribuciones son semejantes al gráfico que acompaña estas líneas.
En estas distribuciones una amplia frecuencia o gran frecuencia de «transacciones» es seguida por una baja frecuencia o baja amplitud de la población que disminuye gradualmente. En muchos casos, los acontecimientos de baja frecuencia o escasa amplitud —la larga cola, representada aquí por la porción amarilla del gráfico— pueden abarcar la mayor parte del gráfico.

## La evolución social y la larga cola de Chris Anderson
Internet y el entorno digital han cambiado las leyes de distribución y las reglas del mercado. Para Chris Anderson, la reducción del coste de almacenamiento y distribución permiten que ya no sea necesario focalizar el negocio en pocos productos. Según Anderson, ahora existen dos mercados:
1. El mercado de masas: centrado en el alto rendimiento de pocos productos y que según Chris Anderson ya se está quedando atrás.
2. El nicho de mercados: se basa en la suma o acumulación de todas las pequeñas ventas de muchos productos, que pueden igualar o superar al primero.
Ambos mercados son los que se encuentran representados en el gráfico de The Long Tail, son la cabeza y la cola del gráfico, respectivamente.

## El mercado de masas
Es el mercado tradicional que presenta limitaciones geográficas y físicas: las empresas necesitan concentrar una audiencia numerosa y generar una gran demanda en un ámbito geográfico manejable y rentable para su negocio. También el coste de almacenaje y de distribución provoca que se centren en pocos artículos de fácil y rápida venta.
Ejemplo 1. Tiendas de discos: solo mostrarán los discos de interés para una audiencia amplia.
Ejemplo 2. Librería: no acumularán libros que solo comprarán un reducido número de personas, prefieren obtener un volumen alto de ventas de productos hits.
En este sentido se regía también por el principio de Pareto (Clasificación ABC) o regla del 80/20. Esta recomendaba centrarse en el 20% de los productos y usuarios para obtener el 80% de ingresos.

## El nicho de mercados
En el entorno digital, los costos de almacenaje y distribución disminuyen considerablemente. Esto permite a las empresas disponer de un amplio catálogo de productos distintos y cubrir una extensa gama de gustos e intereses.
Ejemplo 1. Amazon está totalmente diversificada en diferentes líneas de productos, ofreciendo DVD, CD de música, software, videojuegos, electrónica, ropa, muebles, comida, libros, aunque inicialmente era una librería en línea que ofrecía productos muy específicos, desconocidos para la mayoría.
Puede que parezca que estas tiendas en línea vendan poco, pero sumados todos los productos pueden generar un gran beneficio. En este sentido, el mundo digital parece superar el principio de Pareto expuesto en el apartado anterior. Muchas de las empresas de éxito en línea usan en su estrategia la Long Tail, ofreciendo productos populares, otros de menos popularidad y otros “raros”. Así dan respuesta a todo tipo de segmentos, de intereses y de nichos de mercado.

## Impacto político y cultural
La larga cola tiene posibles implicaciones para la cultura y la política. Cuando el coste de oportunidad de almacenamiento de inventario y distribución es alto, solo los productos más populares se venden. Pero cuando la larga cola está presente, los gustos minoritarios también se tienen en cuenta y se les presenta a los individuos una serie de opciones a elegir. La larga cola presenta oportunidades a los fabricantes para introducir productos en la categoría de nicho. Estas fomentan la diversificación de productos. Estos productos de nicho representan oportunidades para los proveedores, y simultáneamente satisfacen la demanda de muchas personas - son los que forman la cola. En situaciones en que su popularidad está determinada por el mínimo común denominador, un modelo de cola larga puede conducir a la mejora en el nivel de una sociedad y su cultura. Las oportunidades que surgen a causa de la larga cola afectan en gran medida a la cultura de la sociedad, porque los proveedores tienen capacidades ilimitadas de almacenamiento y demandas que no podían ser satisfechas previamente. Al final de la larga cola, el modelo lucrativo convencional de negocio deja de existir. En cambio, la gente tiende a llegar a los productos por razones variadas, no solo atendiendo al beneficio monetario. De esta manera, la larga cola abre un gran espacio para las auténticas obras de creatividad.
No obstante, existen posiciones críticas hacia la teoría de la "larga cola" como es el caso de Gilles Lipovetsky y Jean Serroy, quienes señalan en su obra La estetización del mundo. Vivir en la época del capitalismo artístico:

"Aún cuando el comercio electrónico esté en condiciones de multiplicar la variedad propuesta a los consumidores, las ventas siguen concentrándose excesivamente en un pequeño número de muestras. Aunque existe, el fenómeno de la `larga cola` es muy modesto y parece poco capaz de constituir una realidad económica efectiva"
Gilles Lipovetsky y Jean Serroy[cita requerida]

En este entendido, los autores afirman que la única posibilidad del consumidor de orientarse cuando existe una oferta casi ilimitada es concentrarse en los productos que gozan de mayor visibilidad, popularidad o bien en aquellos que la mayoría comenta. Así, Lipovetsky y Serroy indican que de acuerdo con un estudio británico, de un total de 13 millones de títulos musicales disponibles para descarga, hay 10 millones que nadie baja, mientras que por el otro lado, el 60% de las cifras de negocios realizadas por esta industria, se concentra en el 3% de los títulos más buscados.

## La teoría de la “larga cola” en el paradigma digital latinoamericano el año 2008
Este es el planteamiento atrevido que hizo el profesor José Luis Requejo Alemán, Doctor en Periodismo y con un Máster en Gestión de Empresas de Comunicación por la Universidad de Navarra. Planteó la teoría de la larga cola el año 2008 en el contexto digital de Latinoamérica, ya que ese mismo año los suscriptores de teléfonos móviles aumentaron un 35%, los usuarios de Internet lo hicieron en un 48% y las conexiones de banda ancha en 101%. Además –según América Economía Intelligence– los tenedores de tarjetas de crédito bancarias sumaron en 2007 más de 156 millones en América Latina y el Caribe. Con la larga cola surge un mercado de tres características principales:  
1. Depende solo de Internet. Las ofertas carecen de soporte físico y procuran apoyarse en la capacidad de memoria de Internet. Por ejemplo, muchos negocios ya no necesitan mucha capacidad de almacenar y se reducen los costes de los negocios.
2. Está formado por mercados de nicho. La escasa demanda es el motor del negocio. Por lo tanto, hay una posibilidad infinita en las opciones de compra.
3. Depende de la capacidad de distribución. Se debe al desarrollo de sectores de la logística y el transporte reconocidos o a través de la alianza de estos con otros más pequeños. Es la escasa demanda lo que hace que la cola llegue al infinito. 
Anderson explica su origen en la conjunción de tres fuerzas que operan dentro del mercado tradicional: La democratización de las herramientas de producción. Es el aumento de interés por los ordenador y que permite que cualquiera cree contenido, como pasa hoy en día con los influencers. También está la supresión del soporte físico a favor de los soportes digitales. La conexión entre la oferta y la demanda. Se ha puesto al alcance de todos informaciones que antiguamente podrían considerarse de difícil acceso pero que ahora permite que las recomendaciones sean más adecuadas. Es más fácil rastrear y acertar, sin tanto coste económico de por medio. 

Francis Pisani no resume la teoría en un equilibrio entre estas tres fuerzas, sino que más bien pone énfasis en la última: 

"La primera fuerza, la democratización de la producción, puebla la larga cola. La segunda fuerza, la democratización de la distribución, hace que todo se pueda conseguir. Pero estas dos fuerzas no son suficientes. Es solo cuando la tercera fuerza interviene, la que ayuda a la gente encontrar lo que quiere en esta súper abundancia de variedad, que el potencial de la larga cola se libera verdaderamente"
Los medios de comunicación han sido los responsables mediadores entre oferta y demanda. Los medios de búsqueda y recuperación de información se transformaron en los nuevos intermediarios: Altavista, Yahoo y Google. Sin embargo, con la inserción del servicio de Internet en los teléfonos móviles, la batalla por el monopolio de la intermediación se ha trasladado hacia los operadores. En Latinoamérica existen dos operadoras de teléfonos que están librando una batalla: la española Telefónica y la mexicana América Móvil. A sus espaldas ganó importancia el sector de la música y del cine, así que pronto eclipsaron la televisión. 
La tasa de incorporación de jóvenes al consumo digital fue la más elevada en Brasil y sus estándares de banda ancha, permitieron establecer una perfecta comunicación con la oferta exterior de la larga cola mundial.
En definitiva, en la tesis se plantea que para que Latinoamérica sea capaz de seguir la teoría de la larga cola, tendría que seguir el desarrollo de la televisión por internet y  las principales operadoras de telefonía móvil -Movistar, América Móvil y Vodafone-, sobre todo en Brasil. Sólo triunfaría el operador con mayores prestaciones para dialogar con todas las compañías y en todas las interfaces posibles (Twitter, Facebook, Yahoo!, Google, Flickr, Wordpress, Wikipedias, etc).